# Straßenbahnunfall von Porto
Bei dem Straßenbahnunfall von Porto am 10. Dezember 1911 starben 15 Menschen.

## Ausgangslage
Der Straßenbahnzug, der zum Hafen Porto de Leixões unterwegs war, bestand aus einem führenden Triebwagen und zwei Beiwagen. Der Straßenbahnfahrer hatte noch wenig Erfahrung. Die Straßenbahn war voller Reisender des britischen Dampfschiffs Antony, das am Morgen im Hafen festgemacht hatte, die die Liegezeit des Schiffes zu einem Landgang genutzt hatten und jetzt zum Schiff zurückkehrten.
Im Hafenviertel von Massarelos in Porto führte die Linie der elektrischen Straßenbahn von Leça nach Porto auf das Ufer des Douro zu, nahm dann eine scharfe Kurve und führte direkt am Fluss entlang. Der Oberbau der Straßenbahnstrecke befand sich in schlechtem Zustand. Hinzu kam, dass es kurz zuvor stark geregnet hatte und dadurch viel Sand in die Spurkanäle der Rillenschienen geschwemmt worden war.

## Unfallhergang
Der Triebfahrzeugführer verbremste sich und fuhr mit überhöhter Geschwindigkeit in die Kurve, aus der das Fahrzeug heraus getragen wurde und entgleiste. Es stürzte um, kippte in den Douro und zog dabei die beiden Beiwagen mit in den Fluss. Der Fahrer war noch kurz zuvor abgesprungen und beging Fahrerflucht, wurde aber kurz darauf verhaftet.

## Folgen
15 Menschen starben bei dem Unfall, 40 weitere wurden verletzt. Die Feuerwehr benötigte die ganze Nacht, um die Toten und die Fahrzeuge aus dem Fluss zu bergen. Die Empörung der Bevölkerung gegen das Straßenbahnunternehmen war so groß, dass Gewalttätigkeiten befürchtet wurden: Militär musste dessen Büros und Werkstätten bewachen.